# Список політичних партій Шотландії
Список політичних партій Шотландії — перелік політичних партій Шотландії. 

## Партії, представлені в Парламенті Шотландії
Партії, представлені у Шотландському парламенті (за числом представників) :
| Партія                                  | Парламент Шотландії | Парламент Великої Британії | Європейський парламент | Ідеологія                                                                 |
| --------------------------------------- | ------------------- | -------------------------- | ---------------------- | ------------------------------------------------------------------------- |
| Шотландська національна партія          | 69                  | 6                          | 2                      | Лівоцентризм, Шотландська незалежність, Соціал-демократія                 |
| Лейбористська партія                    | 37                  | 41                         | 2                      | Лівоцентризм, Демократичний соціалізм, підтримка профспілок, про-юніонізм |
| Консервативна та юніоністська партія    | 15                  | 1                          | 1                      | Правоцентризм, Консерватизм, про-юніонізм                                 |
| Шотландська ліберал-демократична партія | 5                   | 11                         | 1                      | Центризм — Лівоцентризм, Соціал-лібералізм, Федералізм, про-юніонізм      |
| Шотландська партія зелених              | 2                   | 0                          | 0                      | Ліве крило, Енвайронменталізм, Шотландська незалежність                   |